# Anoplius krombeini
Anoplius krombeini är en stekelart som beskrevs av Evans. Anoplius krombeini ingår i släktet Anoplius och familjen vägsteklar. Inga underarter finns listade i Catalogue of Life.